# Blattschnitt (Kartografie)

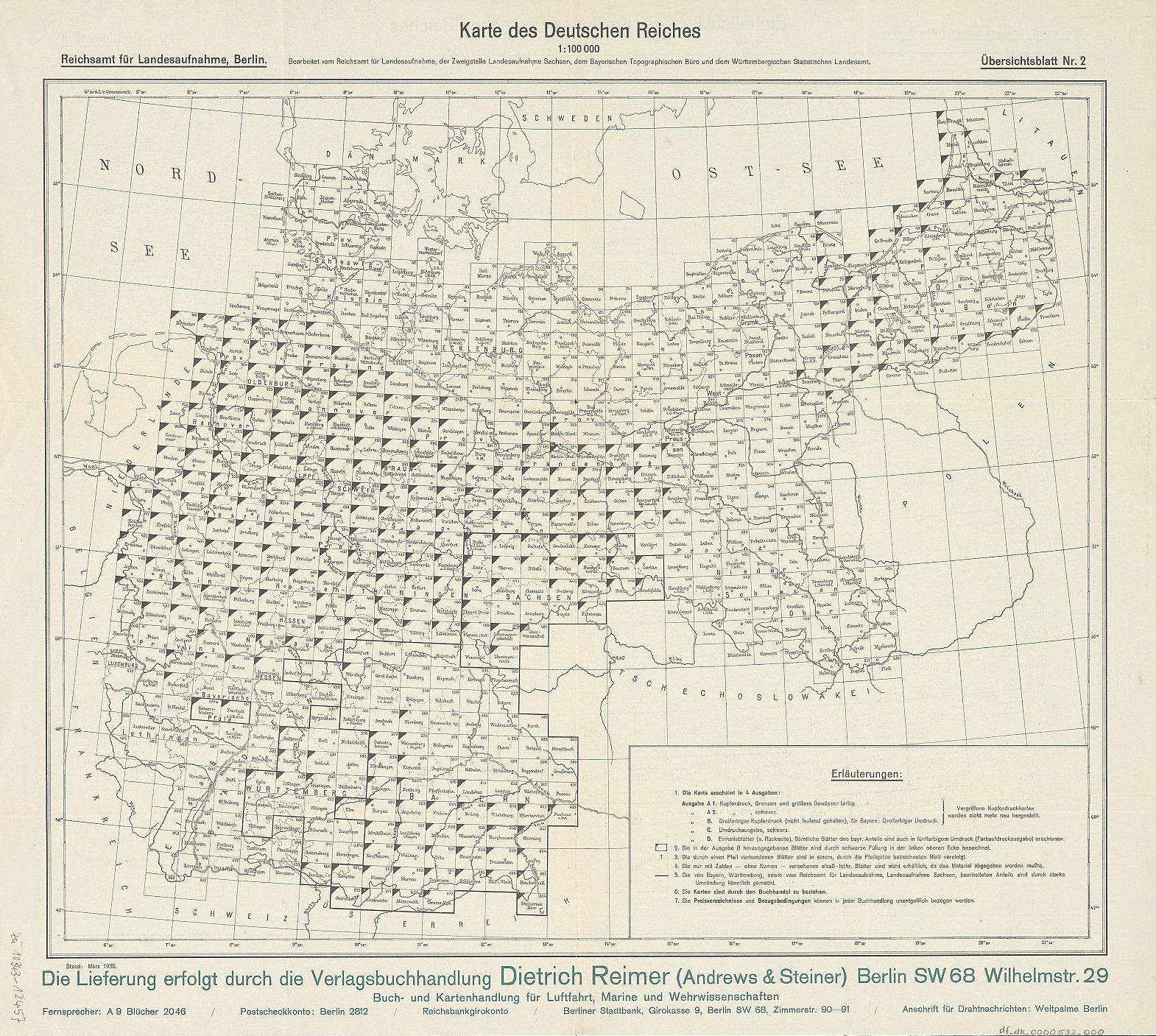
Blattschnitt der Karte des Deutschen Reiches (Generalstabskarte), einem Kartenwerk was 1909 fertig wurde

Der Inhalt des Kartenblattes N-36 (Maßstab 1:1.000.000) der sowjetischen Generalstabskarte wird in Karten mit größeren Maßstäben genauer dargestellt. Der gleiche Kartenausschnitt wird in 4 Karten (1:500.000) oder 36 Karten (1:200.000) oder 144 Karten (1:100.000) dargestellt.

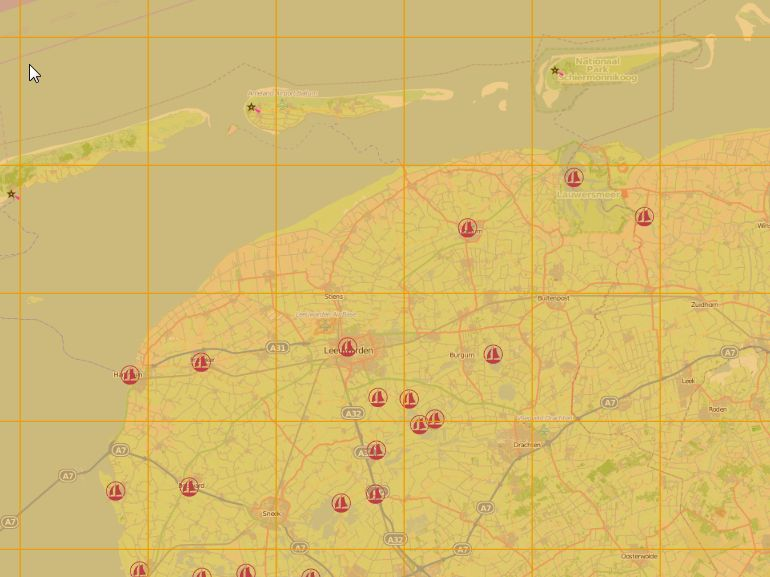
Regelmäßiger Blattschnitt

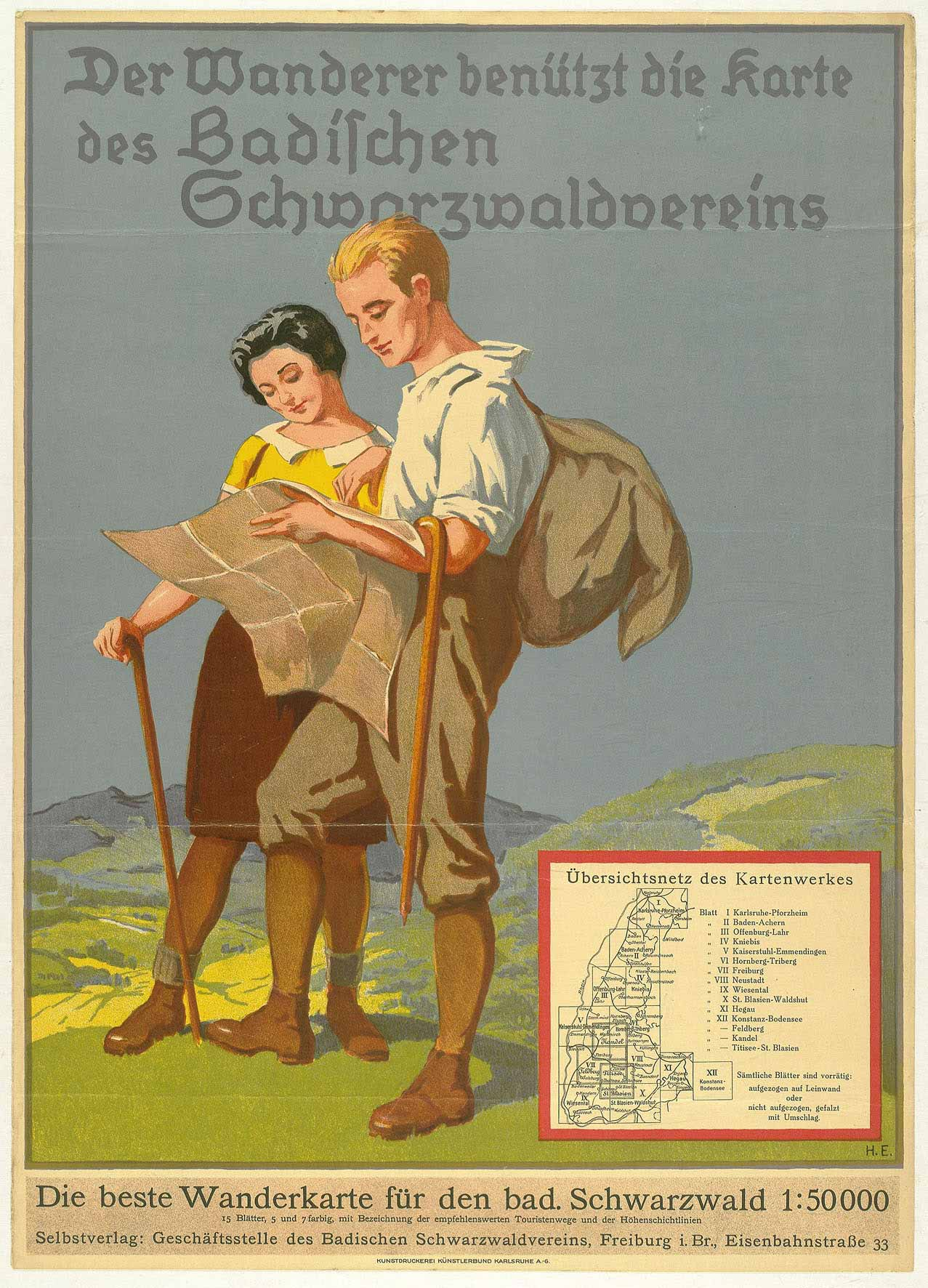
Werbeposter für eine Wanderkarte mit unregelmäßigem Blattschnitt, bei dem sich teilweise Kartenausschnitte überlappen

Der Blattschnitt (auch Kartenschnitt genannt) ist die systematische Unterteilung eines Kartenwerkes in mehrere kleinere, handlichere Teilkarten nach einem festgelegten Schema.

## Allgemein
Der Blattschnitt eines Kartenwerks kann je nach Land, Maßstab, Kartografie-Verlag und Anwendung unterschiedlich sein. Die Entfernung von 1° geographischer Breite entspricht in Europa 111,3 km – in den USA ~100 m weniger, 1° geographischer Länge entspricht 111,2 km × Cosinus der Breite – in Mitteleuropa also ~75 km. Das Seitenverhältnis amtlicher Karten für Hoch- × Quermaß in km² entspricht üblicherweise etwa 1:1,3 bis 1:1,4.

## Papierkarten
Amtliche topografische Karten haben in 1:50.000 und 1:200.000 meist ein Papierformat – in Österreich Hochformat, in der Schweiz Querformat, je nach Blattschnitt, in Deutschland beides – um 50 cm × 70 cm. Das Kartenbild ist ~10 cm kleiner (beschriftbarer Rand und Legende).
Bei 1:100.000 finden sich Formate von 40 bis 80 cm Breite. Amtliche Übersichtskarten 1:500.000 weisen eine Größe von 50 cm × 70 cm und mehr auf. Seekarten mit 1:100.000 bis 500.000 sind meist in Hochformat, da die Meridiane enger zusammen liegen als die Breitenkreise.
Die Internationale Weltkarte IWK 1:1.000.000 hat 4°-Blattschnitt und ist ohne Kartenrand 444 mm hoch, quer je nach geografische Breite weniger. Der ICAO-Karte weist etwa die zwei- bis dreifache Fläche auf. TPC weisen eine Ausdehnung von rund 600 km × 450 km auf. In Europa entspricht 1° geographischer Breite 111,3 km, in den USA ~100 m weniger, 1° geographischer Länge 111,2 × Cosinus der Breite entsprechend in Mitteleuropa ~75 km. Jedes Grad geographischer Länge oder Breite teilt sich in 60' Bogenminuten. Üblicherweise ist das Seitenverhältnis amtlicher Karten etwa 1:1,3 bis 1:1,4 (ähnlich wie die 1:1,4142 des A4-Formats).
Der Blattschnitt orientiert sich bei der amtlichen Kartografie in der Landesvermessung an den Netzlinien geodätischer oder geografischer Koordinaten. Weil diese Koordinatenlinien zum Nordpol hin konvergieren, weicht der Blattschnitt daher meist geringfügig von der Rechtecksform ab.
Bei der Verlagskartografie wird das darzustellende Gebiet meist nach marktwirtschaftlichen Kriterien unterteilt, d. h. mit Kartenausschnitten nach dem Bedarf des Fremdenverkehrs oder von Bergsteigern. Diese Blattschnitte sind unabhängig davon beliebige rechtwinklige Abgrenzungen und orientiert am Format der Herausgabe.
Die Teilkarten können wie bei einem Puzzle an den Kartenschnittlinien zu einer größeren Karte aneinandergelegt werden. Bei kleinmaßstäbigen Karten treten jedoch wegen der unvermeidlichen Kartenverzerrung immer merkliche Klaffungen an den Ecken und Rändern auf.
Die Topographische Karte 1:25.000 (TK25) beinhaltet eine umfangreiche und detaillierte Landschaftsdarstellung und eine Vielzahl von Einzelobjekten, wie Gebäude, Gewässer, Sehenswürdigkeiten und Verkehrswege. Dazu zeigen Höhenlinien, Böschungsdarstellungen und Höhenpunkte ein genaues Abbild des Reliefs. Das Bundesland Niedersachsen wird mit 465 Kartenblättern abgedeckt. Ein Blatt der TK25 erfasst ungefähr einen Bereich von 11 km × 11 km. Die Karte ist 0° 6’ hoch und 0° 10’ breit, 1 cm in der Karte entspricht 250 m in der Natur.
Die Topographische Karte 1:50.000 (TK50) ist bei der Landschaftsdarstellung leicht generalisiert. Der kleinere Maßstab ermöglicht die Abbildung einer größeren Fläche und gibt einen guten Überblick. Die Geländeformen werden durch Höhenlinien, Böschungsdarstellungen und Höhenpunkte wiedergegeben. Das Land Niedersachsen wird mit 132 Blättern abgedeckt und erfasst ungefähr einen Bereich von 22 km × 22 km. Ein Blatt der Topographischen Karte 1:50.000 umschließt das Gebiet von vier Blättern der TK25, ist also insgesamt 0° 12’ hoch und 0° 20’ breit. 1 cm in der Karte entspricht 500 m in der Natur.
Die Topographische Karte 1:100.000 (TK100) ermöglicht die zusammengefasste Abbildung einer ganzen Regionen, gibt einen charakteristischen Überblick und zeigt gegenüber der TK50 hauptsächlich eine Generalisierung bei der Darstellung der Vegetation. Die Höhenverhältnisse werden durch Höhenlinien, Böschungsdarstellungen und Höhenpunkte dargestellt. Das Land Niedersachsen wird durch 40 Kartenblätter abgedeckt und erfasst ungefähr einen Bereich von 45 km × 45 km. Ein Blatt der Topographischen Karte 1:100.000 umschließt das Gebiet von vier Blättern der TK50, ist also insgesamt 0° 24’ hoch und 0° 40’ breit. 1 cm in der Karte entspricht 1 km in der Natur.
In Deutschland

Maßstab 1:5.000

Die einzelnen Kartenblätter der Deutschen Grundkarte haben eine Ausdehnung von 40 cm × 40 cm gleich 2 km × 2 km.
Maßstäbe 1:25.000 bis 1:200.000

Amtliche Karten sind Gradabteilungskarten in winkeltreuer Abbildung nach Gauß-Krüger mit 3° breiten Meridianstreifen nach Greenwich.

- 1:25.000 – 10 Längenminuten und 6 Breitenminuten gleich 12,6 km bis 10,6 km × 11,1 km
- 1:50.000 – 20 Längenminuten und 12 Breitenminuten gleich 25,2 km bis 21,2 km × 22,2 km
- 1:100.000 – 40 Längenminuten und 24 Breitenminuten gleich 50,4 km bis 42,4 km × 44,4 km
- 1:200.000 – 80 Längenminuten (1° 20‘) und 48 Breitenminuten gleich 108,8 km bis 84,8 km × 88,8 km

Eine Längenminute weist projektionsbedingt im Süden der Bundesrepublik gegenüber einer im Norden eine andere Ausdehnung auf. So beträgt die Kartenausdehnung im Kartenmaßstab 1:25.000 bei 10 Längenminuten im südlichsten Kartenblatt 8727 Biberkopf ca. 12,6 km, am nördlichsten Kartenblatt 0916 List (Sylt) nur etwa 10,6 km. Die Ausdehnung der 6 Breitenminuten entspricht durchgehend 11,1 km in der Natur. Die ungefähre Kilometerangabe des Maßstabes 1:25.000 vergrößert sich bei jeder kleineren.

## Elektronische Karten
Elektronische Karten können beliebig geschnitten werden, beispielsweise zum Herunterladen von Kartenausschnitten für Navigationsgeräte. Zur Darstellung von Flächen wird ein regelmäßiger Blattschnitt verwendet, zur Darstellung beispielsweise von Flüssen, Bahnstrecken oder Wanderwegen ist ein unregelmäßiger Blattschnitt sinnvoll. Ein Land wird auf einer Karte dargestellt entweder als Rechteck mit entsprechend zusätzlich umliegenden Teilen der Nachbarländer, oder als Zusammensetzung einzelner kleiner Kacheln, die das Land innerhalb der Landesgrenze dieser folgend abbilden.

### Beispielhaft Nordrhein-Westfalen
- Deutsche Grundkarte 1:5000 (DGK5) – kleinste Abgabeeinheit: Rasterkacheln mit 2 km Seitenlänge (4 km²)
- digitale Topographische Karte 1:10.000 (DTK10) – kleinste Abgabeeinheit: Rasterkacheln mit 2 km Seitenlänge (4 km²)
- digitale Topographische Karte 1:25.000 (DTK25) – Standardblattsschnitt: Gradabteilungskarte mit 0°10' geographischer Länge und 0°6' geographischer Breite, 1 Kartenblatt bildet eine Landschaftsfläche von durchschnittlich 129 km² ≈ 20 dm² Kartenbild ab.
- digitale Topographische Karte 1:50.000 (DTK50) – Standardblattsschnitt: Gradabteilungskarte mit 0°20' geographischer Länge und 0°12' geographischer Breite, 1 Kartenblatt bildet eine Landschaftsfläche von durchschnittlich 516 km² ≈ 20 dm² Kartenbild ab.
- digitale Topographische Karte 1:100.000 (TK100) – Standardblattsschnitt: Gradabteilungskarte mit 0°40' geographischer Länge und 0°24' geographischer Breite, 1 Kartenblatt bildet eine Landschaftsfläche von durchschnittlich 2.090 km² ≈ 20 dm² Kartenbild ab.
- digitale Übersichtskarte NRW 1:250.000 (NRW250) – bildet auf einem Kartenblatt die Gesamtfläche mit ca. 34.000 km² von Nordrhein-Westfalen ab.

## Quelle
- G. Hake, D. Grünreich, L. Meng: Kartographie. de Gruyter, 2002